# Zenia insignis
Zenia insignis är en ärtväxtart som beskrevs av Woon Young Chun. Zenia insignis ingår i släktet Zenia och familjen ärtväxter. Inga underarter finns listade i Catalogue of Life.